# 신창수 (야구인)
신창수(1978년 4월 25일 ~ )은 전 KBO 리그 야구 선수의 투수이다. 

## 학력
- 배재고등학교
- 성균관대학교 93학번